# Max Steel (película)
Max Steel (también conocido como Max Steel: The Movie) es una película estadounidense dirigida por Stewart Hendler y escrita por Christopher Yost. Es un reboot y está basada en su serie animada homónima de 2013. La película recibió críticas negativas por parte de críticos y audiencia, no logrando además recaudar su presupuesto.

## Sinopsis
La historia gira en torno a Maxwell McGrath, un chico que, al descubrir que produce algo llamado "Energía Turbo" con el tiempo, se da cuenta de que con sus poderes puede hacer un bien mayor hasta que conoce a Steel, un alienígena que es proveniente de la raza de los Ultralinks.
Max y Steel empiezan a tener una amistad inseparable hasta que llega el momento de salir a combatir al crimen y detener a villanos que planean destruir el planeta Tierra. Max y Steel tratan de descubrir su pasado mientras que también se enfrentan a dread, como también a los Elementors.

## Reparto
- Ben Winchell como Max McGrath/Max Steel.
- Ana Villafañe como Sofia Martínez.
- Andy García como Dr. Miles Edwards/Dredd.
- Maria Bello como Molly McGrath.
- Mike Doyle como James 'Jim' McGrath.
- Billy Slaughter como Agente Murphy.
- Elizabeth Ludlow como Kat Ryan.

## Desarrollo
El productor Joe Roth y el estudio Paramount Pictures dio inicio al trabajo de una versión cinematográfica de la famosa figura de acción y serie de televisión Max Steel.

## Adaptación
El 24 de septiembre de 2013, el estudio Dolphin Entertainment, Inc. y Mattel, Inc., se asociaron para desarrollar la película de acción de Max Steel, basada en la franquicia de Mattel del mismo nombre. La película fue producida por Dolphin Films, una nueva subsidiaria de Dolphin Entertainment, además de Open Road Films quien la distribuiría en los Estados Unidos cuando esta empresa hizo un acuerdo multi-cuadro con Dolphin Films. La película planeaba estrenarse en los cines en el cuarto trimestre de 2014, pero debido a problemas de guion fue atrasada para 2016.

## Rodaje
El rodaje comenzó el 31 de marzo del 2014 en Carolina del Norte.
El rodaje comenzó en Wilmington (Carolina del Norte).
El 3 de julio se desvelaron las primeras imágenes en la red de MovieFone.

## Recepción
Max Steel recibió reseñas sumamente negativas de parte de la crítica y de la audiencia. En el sitio web especializado Rotten Tomatoes, la película posee una aprobación de 0%, basada en 22 reseñas, con una calificación de 2.9/10, mientras que de parte de la audiencia tiene una aprobación de 48%, basada en más de 5000 votos, con una calificación de 3.1/5.
El sitio web Metacritic le dio a la película una puntuación de 22 de 100, basada en 7 reseñas, indicando "reseñas generalmente desfavorables". Las audiencias encuestadas por CinemaScore le otorgaron a la película una "B" en una escala de A+ a F, mientras que en el sitio IMDb los usuarios le asignaron una calificación de 4.6/10, sobre la base de 19 696 votos. En la página web FilmAffinity la cinta tiene una calificación de 3.4/10, basada en 588 votos.